# 小林朝夫
小林 朝夫（こばやし あさお、1961年2月16日 - ）は、元俳優、元学習塾講師。
東京都出身。実父は、作詞家、作曲家・俳優・タレントの小林亜星。

## 来歴・人物
明治大学文学部に学ぶ。明治大学入学後は劇団ひまわりへ入団。父の口利きでニッポン放送『所ジョージの足かけ二日大進撃』のアシスタントレギュラーを一時期務める。
1981年2月からは『太陽戦隊サンバルカン』に豹朝夫 / バルパンサー役で出演。同作品の第38話「豹朝夫のおやじ殿」では、父・亜星が応援に特別参加して親子共演が実現している。
東京エコール進学教室、大原予備校や市進学院の講師を経て、TAP進学教室の室長に就任、後にサピックス進学教室に移籍。東京都三鷹市でリファイン学習教室を開いていた当時、1999年9月19日、朝日新聞朝刊社会面のトップを飾る企画記事で『塾の世界で、小林先生を知らない人はいません 「国語の神様」です』との見出しとともに人気の塾講師として紹介される。
私生活では、2回結婚している。

## 出演

### テレビドラマ
- ただいま放課後（1980年、CX）
- 太陽戦隊サンバルカン（1981年 - 1982年、ANB） - 豹朝夫 / バルパンサー
- 幕末青春グラフィティ 坂本竜馬（1982年、NTV） - 福岡孝弟
- ちょっと噂の女たち・黒田軟骨の女難（1982年 - 1983年、MBS）
- ふぞろいの林檎たち 第9話「ひとの心が見えますか」（1983年、TBS） - 機動隊の学生
- 若き血に燃ゆる〜福沢諭吉と明治の群像（1984年、TX） - 小泉信吉
- 無邪気な関係（1984年、TBS）
- 月曜ドラマランド（CX）
  - サザエさんVS意地悪ばあさんVSいじわる看護婦（1984年）
  - 奥さまは不良少女!? おさな妻（1985年）
- 月曜ワイド劇場 / 女タクシー運転手 バックミラーは見た!（1984年、ANB）
- 恋はミステリー劇場 / 夜中の薔薇（1985年、TBS）
- 女たちの場所（1986年、CX）
- 受験の神様 第1話「目指せ名門中! 熱血父子vs冷酷女家庭教師300日バトル勃発!!」（2007年、NTV）

### 映画
- 愛の白日夢（1980年、にっかつ）
- 太陽戦隊サンバルカン（1981年、東映） - 豹朝夫 / バルパンサー
- 旧支配者のキャロル（2012年、映画美学校） - 映画学校講師

## 著書
- 3カ月で実力アップ 合格の鉄則―自然に勉強がはかどる“受験体質”をまずつくれ（1994年12月、ごま書房）
- 自分の子どもを有名中学に合格させる法（1995年3月、アスカ出版）
- 国語の神様 バカを一喝!（2001年6月、KKロングセラーズ）
- 富士山99の謎（2008年3月27日、彩図社）
- 大人のためのフィンランド式勉強法（2008年4月1日、KKロングセラーズ）
- 親子で楽しく学ぶフィンランド式脳力アップBOOK（2008年4月15日、フォーメンズ出版）
- 子どもの「頭のよさ」を引き出す フィンランド式教育法（2008年7月25日、青春出版社）
- 国語ぢから（2008年11月1日、KKロングセラーズ）
- 本当は怖ろしい漢字（2009年5月26日、彩図社）
- フィンランド式頭のいい子が育つ20のルール（2009年5月28日、青春出版社）